# Geghadzor
Geghadzor – wieś w Armenii, w prowincji Aragacotn. W 2011 roku liczyła 1223 mieszkańców.